# Vicenç Alay Ferrer
Pour les articles homonymes, voir Ferrer.
Vicenç Alay Ferrer, homme politique andorran, né le 4 juin 1954. Il est membre du Parti social-démocrate. Actuellement, il est membre du conseil général.
En 2009, pour les élections législatives il n'est pas réélu. Jaume Bartumeu Cassany, chef du gouvernement d'Andorre, lui propose le poste de Ministre de l'aménagement du territoire, de l'environnement et de l'agriculture en juin 2009. Il perd ce poste lorsque la droite remporte les élections anticipées de 2011.